# Amaury-Duval
Ne doit pas être confondu avec son père, l’historien et diplomate Amaury Duval (1760–1838)
Pour les articles homonymes, voir Amaury et Duval.
Amaury-Duval, pseudonyme d'Eugène-Emmanuel-Amaury Pineu-Duval, né à Montrouge le 13 avril 1808 et mort à Paris 9e le 26 décembre 1885, est un peintre français.
Il est le fils du diplomate et historien Amaury Duval et le neveu de l’auteur dramatique Alexandre Duval.

## Biographie
Amaury-Duval est l'un des premiers élèves à être admis dans l'atelier de Jean-Auguste-Dominique Ingres.
En 1829, il fait partie de la commission d'artistes et de savant désignée par Charles X pour aller en Grèce lors de l'Expédition de Morée, comme dessinateur dans la section archéologie.
Il débute au Salon de 1833 avec plusieurs portraits dont La Dame verte et son Autoportrait, conservé au musée des beaux-arts de Rennes.
En 1834, il expose son Berger grec découvrant un bas-relief antique.
De 1834 à 1836, il effectue un long voyage en Italie, à Florence puis à Rome et à Naples où il découvre avec bonheur l'art de la Renaissance italienne.
De retour en France, il participe aux commandes de décorations d'églises menées par l'État sous Louis-Philippe puis Napoléon III : la chapelle Sainte Philomène à l'église Saint-Merry (1840–44), la chapelle de la Vierge à Saint-Germain-l'Auxerrois, à Paris (1844–46) puis l'église paroissiale de Saint-Germain-en-Laye (1849–56).
Son goût pour les primitifs italiens et les conséquences qu'il en tire dans sa peinture le font classer comme un préraphaélite français.
Il publie en 1878 L'atelier d'Ingres — Souvenirs.
Il a été inhumé au cimetière de Montmartre (13e division).

## Réception critique
On retrouve dans la peinture d’Amaury-Duval la forte influence d’Ingres.
Baudelaire critique l'école d'Ingres et la peinture d’Amaury-Duval: 

« En général, MM. Flandrin, Amaury-Duval et Lehmann, ont cette excellente qualité, que leur modelé est vrai et fin. Le morceau y est bien conçu, exécuté facilement et tout d’une haleine; mais leurs portraits sont souvent entachés d’une afféterie prétentieuse et maladroite. Leur goût immodéré pour la distinction leur joue à chaque instant de mauvais tours. On sait avec quelle admirable bonhomie ils recherchent les tons distingués, c’est-à-dire des tons qui, s’ils étaient intenses, hurleraient comme le diable et l’eau bénite, comme le marbre et le vinaigre ; mais comme ils sont excessivement pâlis et pris à une dose homéopathique, l’effet en est plutôt surprenant que douloureux : c’est là le grand triomphe ! »

Baudelaire louait Delacroix et dénigrait Ingres et son école. Plus tard dans le XIXe siècle Degas admire Ingres et on peut regarder son école de façon plus impartiale. Maurice Denis, quant à lui, qualifie Amaury Duval d'« esprit original » « délicieux et tendre ».

## Collections publiques
- Bordeaux
  - Jeune femme de Saint-Jean-de-Luz, huile sur toile Musée des beaux-arts de Bordeaux
- Dijon
  - La Veuve, 1840-1850, musée Magnin, Dijon
- Lille
  - La Naissance de Vénus, 1862, huile sur toile, Palais des beaux-arts de Lille
- Montauban
  - Tête d'ange,1865, huile sur toile, Musée Ingres-Bourdelle
- Orléans, musée des Beaux-Arts: 
  - Autoportrait, 1875, fusain et rehauts de craie blanche sur papier vélin, 63,3 x 49,2 cm[13].
- Paris
  - Sainte Philomène, vers 1844, chapelle sainte Philomène, église Saint-Merri, Paris, peinture murale, ainsi que La mort de Sainte Philomène, tableau d'autel.
  - Le Couronnement de la Vierge, vers 1844, Église Saint-Germain-l'Auxerrois, Paris
  - Ensemble des fresques[14] décorant l'église paroissiale de Saint-Germain-en-Laye, 1849–57. Amaury-Duval y a peint l'abside (Christ en majesté), les murs de la nef (Le Nouveau Testament) et certaines chapelles[15].
  - La Salutation angélique, 1860, huile sur toile, 171 × 129 cm, musée d'Orsay, Paris[16]
  - Madame de Loynes (Jeanne Détourbay), 1862, huile sur toile, musée d'Orsay, Paris
- Rennes
  - Portrait de Mademoiselle Isaure Chasseriau, 1838, huile sur toile, 117,6 × 90,5 cm, Musée des Beaux-Arts de Rennes
- Riom
  - Psyché, huile sur toile, musée Mandet, Riom

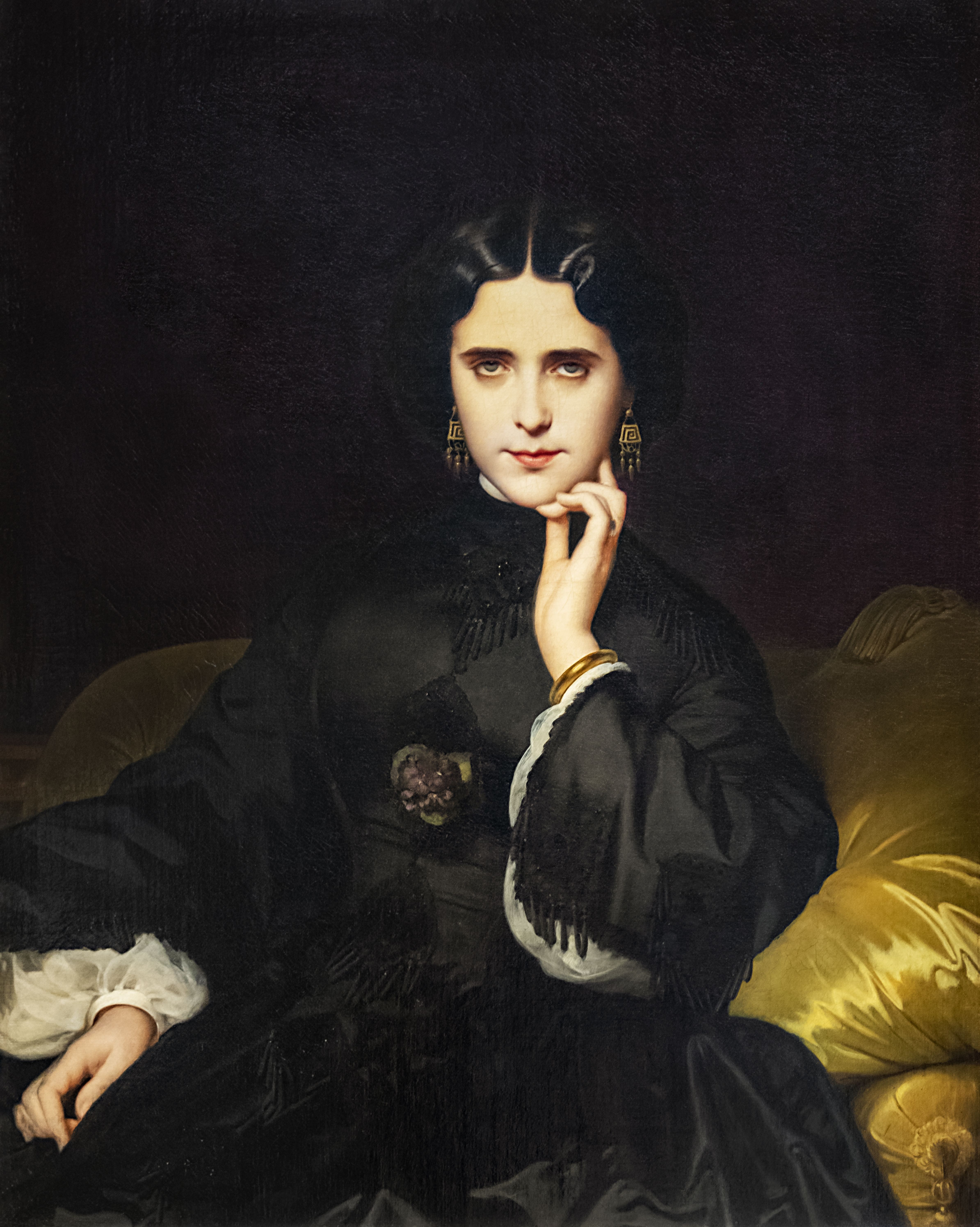
Madame de Loynes, 1862, musée d'Orsay, Paris
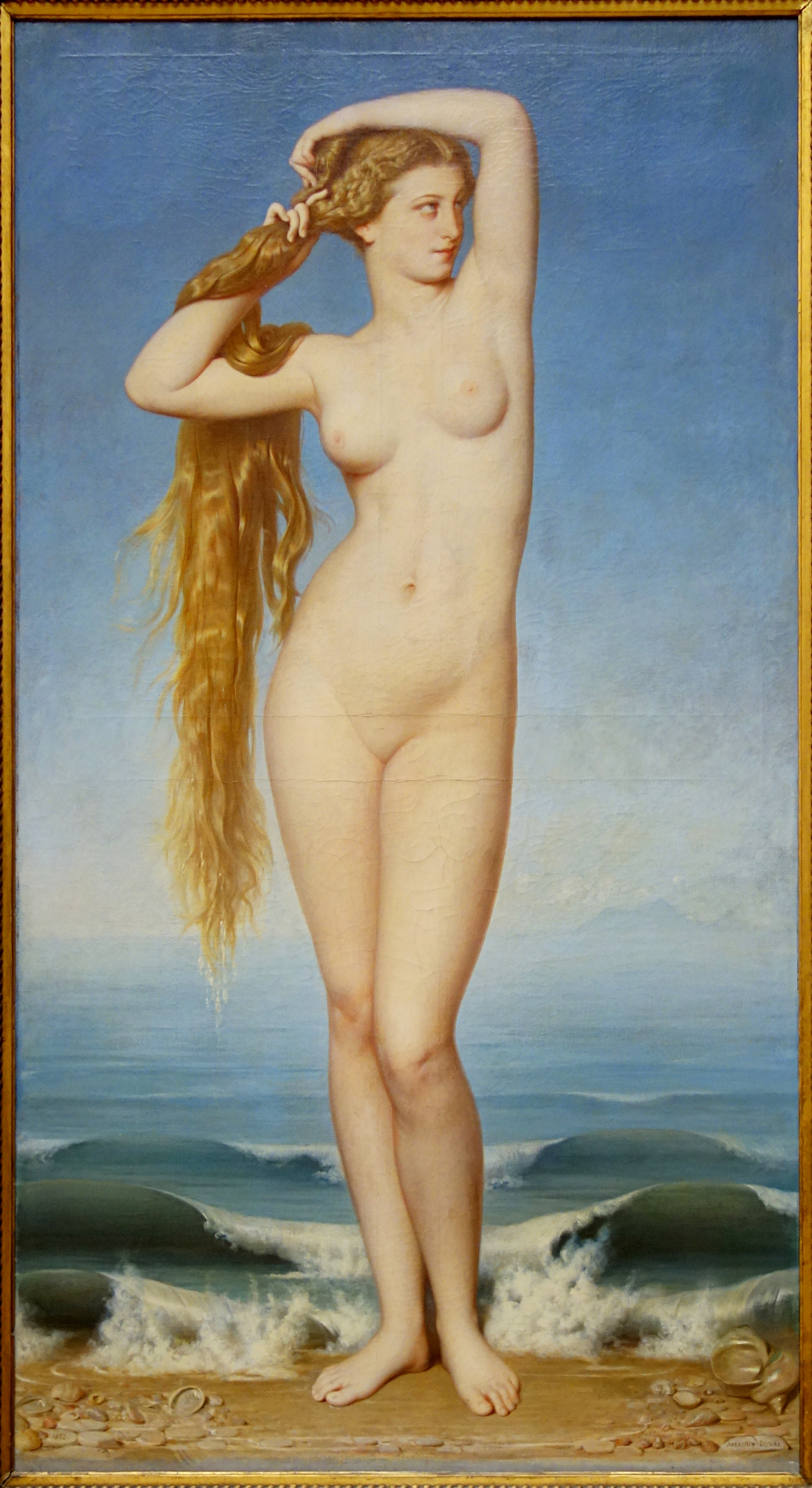
La Naissance de Vénus, 1862, Palais des beaux-arts de Lille
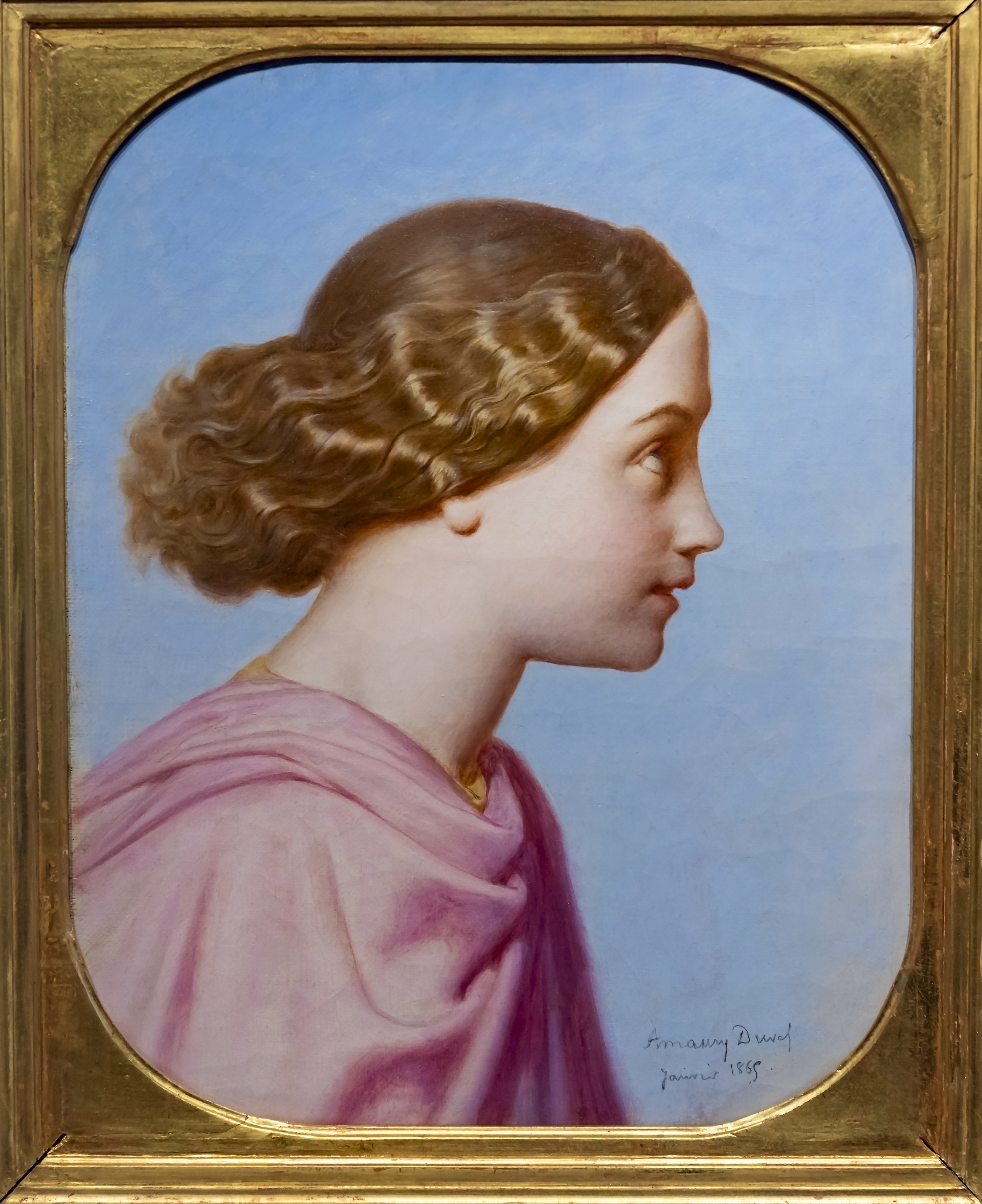
Tête d'ange, 1865, Musée Ingres-Bourdelle, Montauban
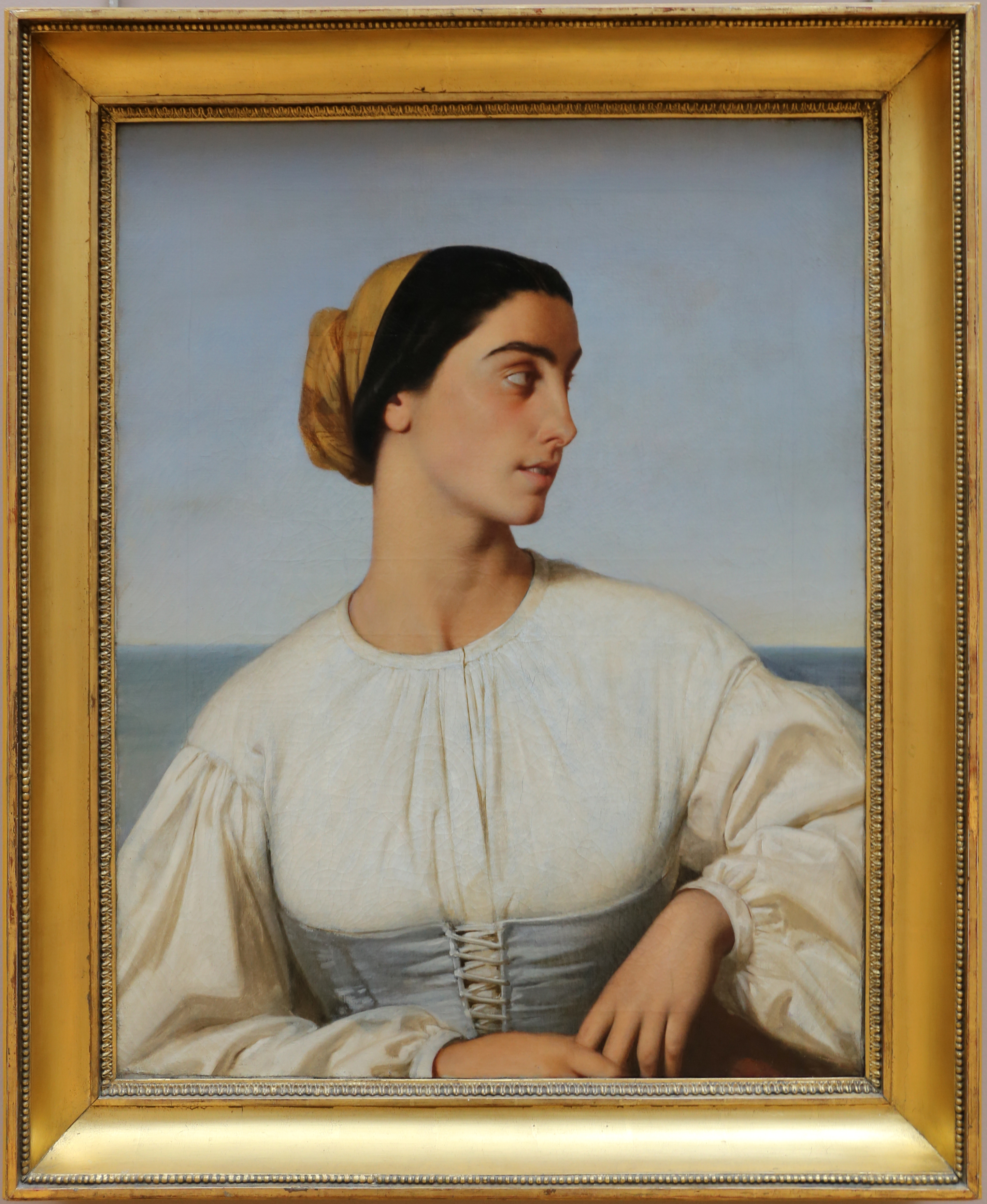
Femme de Saint-Jean-de-Luz, 1866, Palais des Beaux-Arts de Lille

## Élèves
- Antoine Chalot (1825-1907), né à Nantes
- Cécile Ferrère (1849-1931)
- Eugène Froment-Delormel (1820-1900)

## Publication
- Souvenirs (1829–1830) (1885), lire en ligne sur Gallica.
- L'Atelier d'Ingres, réédité par Athéna, 1993

## Sources
- Dictionnaire de biographie française[source insuffisante]
- Dictionnaire Bénézit
- Catalogue d'exposition, Montrouge, 1974, illustrations noir-et-blanc

## Expositions
- Montrouge, 1974